# Unirun
La Unirun, també coneguda com a Unirum, la cursa de les universitats, és una cursa atlètica impulsada per les 12 universitats catalanes (Universitat Autònoma de Barcelona, Universitat Politècnica de Catalunya, Universitat Pompeu Fabra, Universitat de Lleida, Universitat de Girona, Universitat Rovira i Virgili, Universitat Ramon Llull, Universitat Oberta de Catalunya, Universitat de Vic, Universitat Abat Oliba CEU i Universitat Internacional de Catalunya), mitjançant l'ECU (Esport Català Universitari), amb el suport de la Secretaria General de l'Esport i l'Activitat Física, l'Ajuntament de Barcelona i l'Ajuntament de Sant Adrià de Besòs, i organitzada per Gaudium Sports, que se celebra des de l'any 2015.
La cursa, que amb les darreres edicions té un recorregut ha tingut 5.000 metres, és una prova atlètica que pretén fomentar nous reptes en l'atletisme universitari, implicant a les 12 Universitats Catalanes en una competició de running popular. El corredor participant a la cursa, a més d'inscriure's de forma individual, s'ha d'identificar amb una de les 12 universitats catalanes. Amb sortida i arribada al Parc del Fòrum, el recorregut de la Unirun transcorre pel districte de Sant Martí de Barcelona, el Port Fòrum Barcelona i el Parc de la Pau de Sant Adrià de Besòs.